# Makenaide Makenaide
Makenaide Makenaide è un brano musicale di Megumi Hayashibara, scritto da Karashima Midori e pubblicato come singolo il 26 settembre 2003 dalla Starchild Records. Il brano è stato incluso nell'album della Hayashibara Plain. Il singolo raggiunse l'ottava posizione della classifica settimanale Oricon, e rimase in classifica per sei settimane. Koibumi è stato utilizzato come sigla di apertura del programma radiofonico Heartful Station condotto dalla Hayashibara, in sostituzione di Nijiiro no Sneaker, sigla del programma dal suo inizio nel 1991.

## Tracce
CD singolo KICM-1083
1. Makenaide, Makenaide... (負けないで、負けないで…) - 4:40
2. Ganbatte, Ganbatte... (頑張って、頑張って…) - 4:41
3. Makenaide, Makenaide... (Off Vocal Version) - 4:40
4. Ganbatte, Ganbatte (Off Vocal Version)  - 4:41

Durata totale: 18:51

## Classifiche
| Classifica (2002)                        | Posizione più alta |
| ---------------------------------------- | ------------------ |
| Giappone (Classifica settimanale Oricon) | 8                  |